# Дэвис, Марк (аниматор)
Марк Фрайзер Дэвис (англ. Marc Fraser Davis, 30 марта 1913, Бейкерсфилд — 12 января 2000, Глендейл) — американский аниматор, один из представителей девятки диснеевских стариков.

## Биография
Марк Дэвис родился 30 марта 1913 года в Бейкерсфилд, штат Калифорния. Его родители много времени проводили в разъездах, в связи с чем Марк сменил 22 школы, прежде чем окончил старшую. Так как ему было сложно заводить постоянных друзей, он нашел в рисовании способ самовыражения.
Семья Марка не была настолько богатой, чтобы он имел возможность учиться в колледже, тем не менее, он окончил школу рисования в северной Калифорнии. В своё свободное время он ходил в библиотеку и зоопарк, где делал зарисовки животных. Вскоре умирает отец Марка, и Марк со своей матерью оказывается в тяжёлом финансовом положении. Примерно в это же время студия Диснея искала художников для работы на студии, и он решает попробовать устроиться туда на работу.
Марк Дэвис был принят на студию в качестве художника промежуточных кадров. Во время работы студии над мультфильмом «Белоснежка и семь гномов» уже выступал как помощник ведущего аниматора. Навыки в рисовании животных пригодились Марку. Так, он анимировал таких персонажей как Бэмби, кролика Тампера; Братца кролика, Братца Лиса и Братца медведя из «Песни Юга»; мистера Тоада и других зверьков из «Приключения Икабода и мистера Тоада». Кроме животных он также анимировал Стервеллу Де Виль, Аврору, Малефисенту и других персонажей. После выхода мультфильма «101 далматинец», Марк Дэвис участвует в разработке дизайна персонажей для тематических аттракционов в Диснейленде.
Марк Дэвис ушёл на пенсию в 1978 году, однако, вплоть до своей смерти 12 января 2000 года он активно участвовал в жизни студии. После смерти Марка Дэвиса «Калифорнийский институт искусства» в честь него учредил стипендиальный фонд.